# Prinz-Georg-Land
Das Prinz-Georg-Land (russisch Земля Георга, Semlja Georga) ist eine unbewohnte Insel des zu Russland gehörenden Franz-Josef-Lands im Arktischen Ozean.

## Geographie
Mit einer Länge von 116 km sowie einer Fläche von rund 2821 km² ist Prinz-Georg-Land die längste und größte Insel des Franz-Josef-Lands. Seinen mit 416 Metern über dem Meer höchsten Punkt erreicht es in der Brussilow-Eiskappe. Die Insel ist durch den Leigh-Smith-Kanal von der nördlich gelegenen Arthur-Insel und durch den Cambridge-Kanal von Alexandraland, der westlichsten Insel des Archipels, getrennt. Prinz-Georg-Land ist weitgehend von Eis bedeckt, seine Küste weist zahlreiche Buchten und Fjorde auf.
Im Norden liegt die große weitgehend unvergletscherte Armitage-Halbinsel (Poluostrow Armitidsch), die vor 1931 auf Karten als eigenständige Insel verzeichnet war.

## Geschichte
Prinz-Georg-Land wurde erstmals im August 1880 durch den britischen Polarforscher Benjamin Leigh Smith auf dessen vierter Polarfahrt gesichtet. Eine eingehende Erforschung erfolgte 1897 durch die Jackson-Harmsworth-Expedition unter Leitung von Frederick George Jackson. Dieser benannte die Insel zu Ehren von George Frederick Ernest Albert von Sachsen-Coburg und Gotha, Prince of Wales, dem späteren britischen König Georg V.
Am Kap Neale hisste die Besatzung des Eisbrechers Krasin 1928 die sowjetische Flagge und nahm Franz-Josef-Land damit formal in Besitz.